# Nationalmuseum für moderne Kunst Tokio

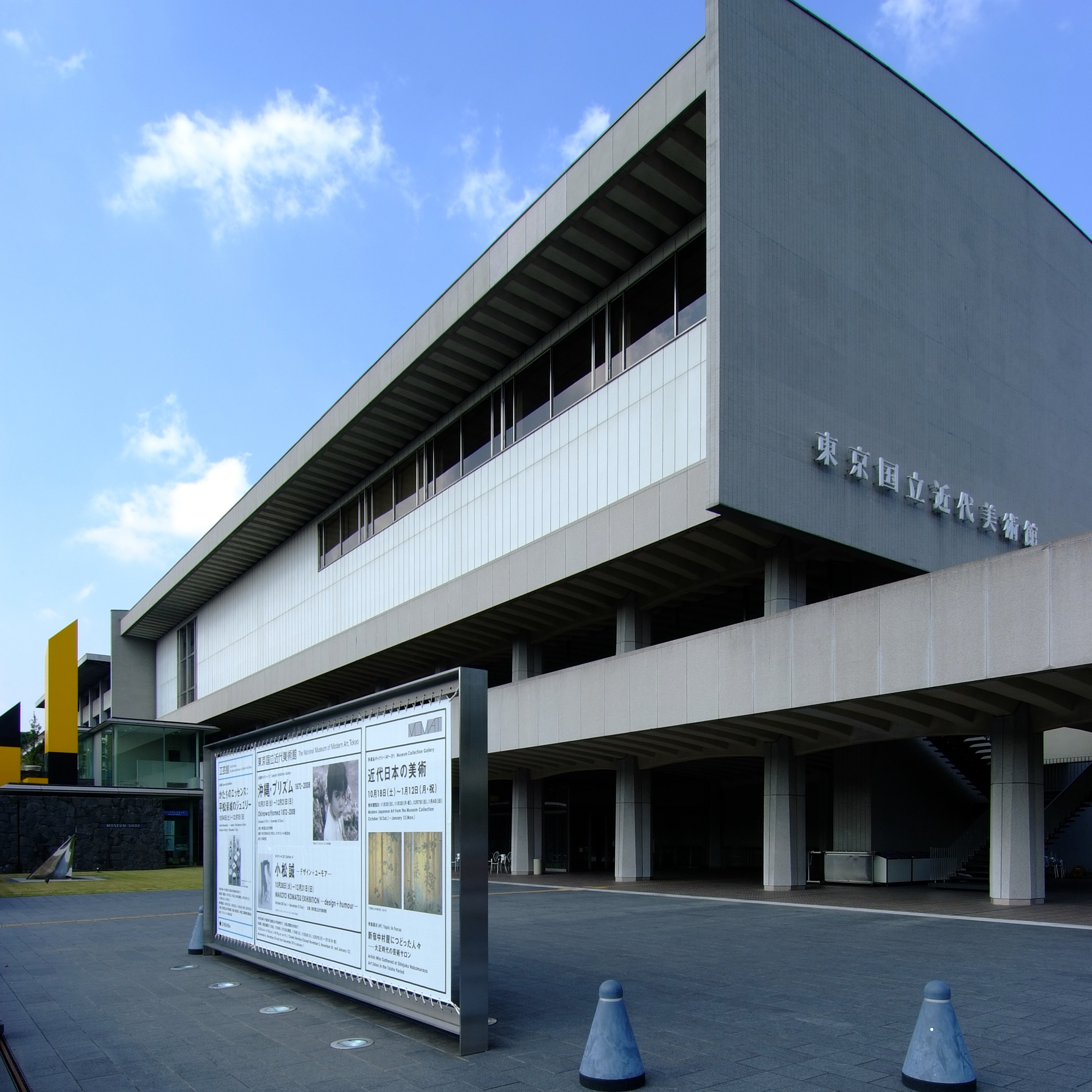
Haupthalle

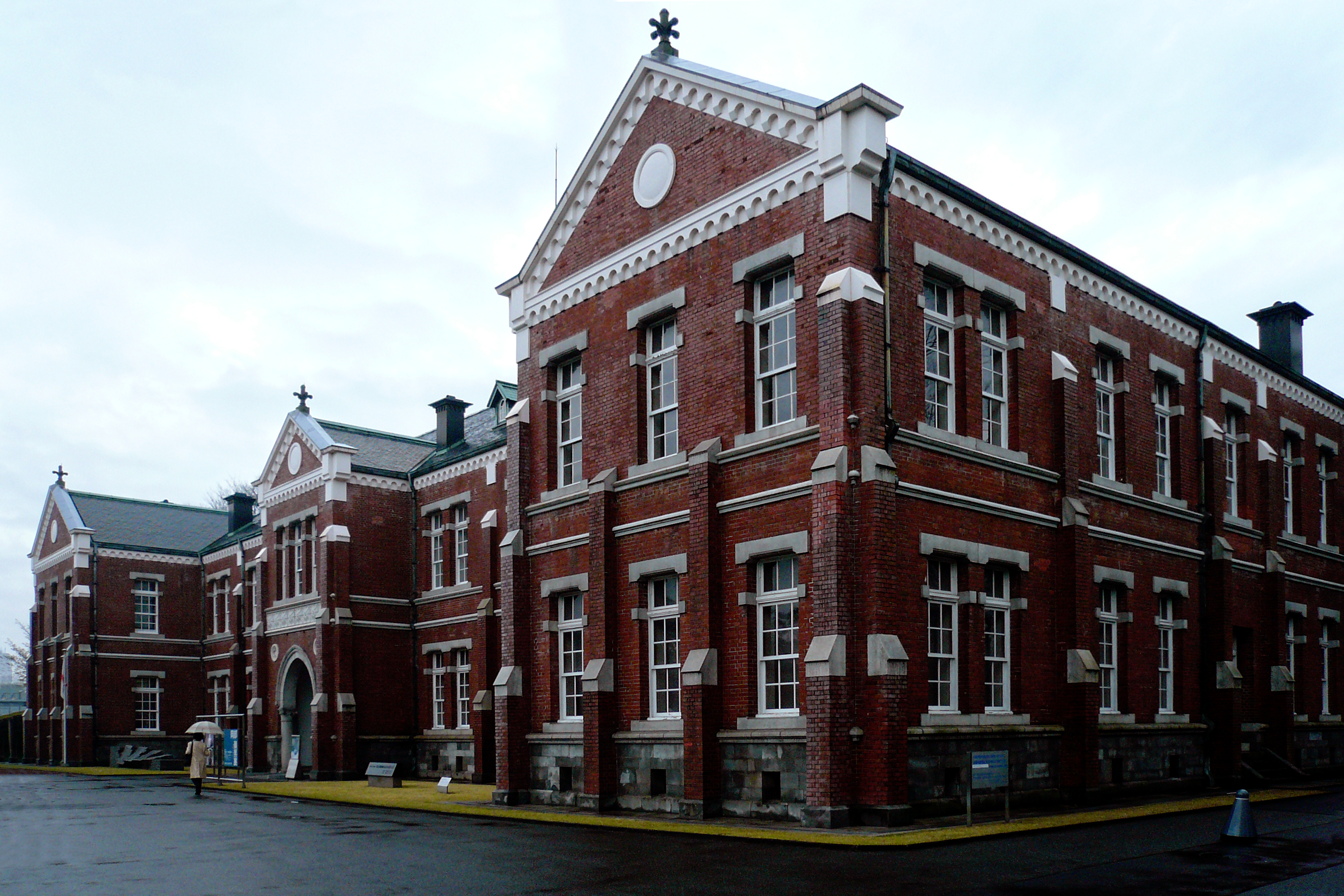
Kunsthandwerksgalerie (früher: Hauptquartier der Kaiserlichen Garde)

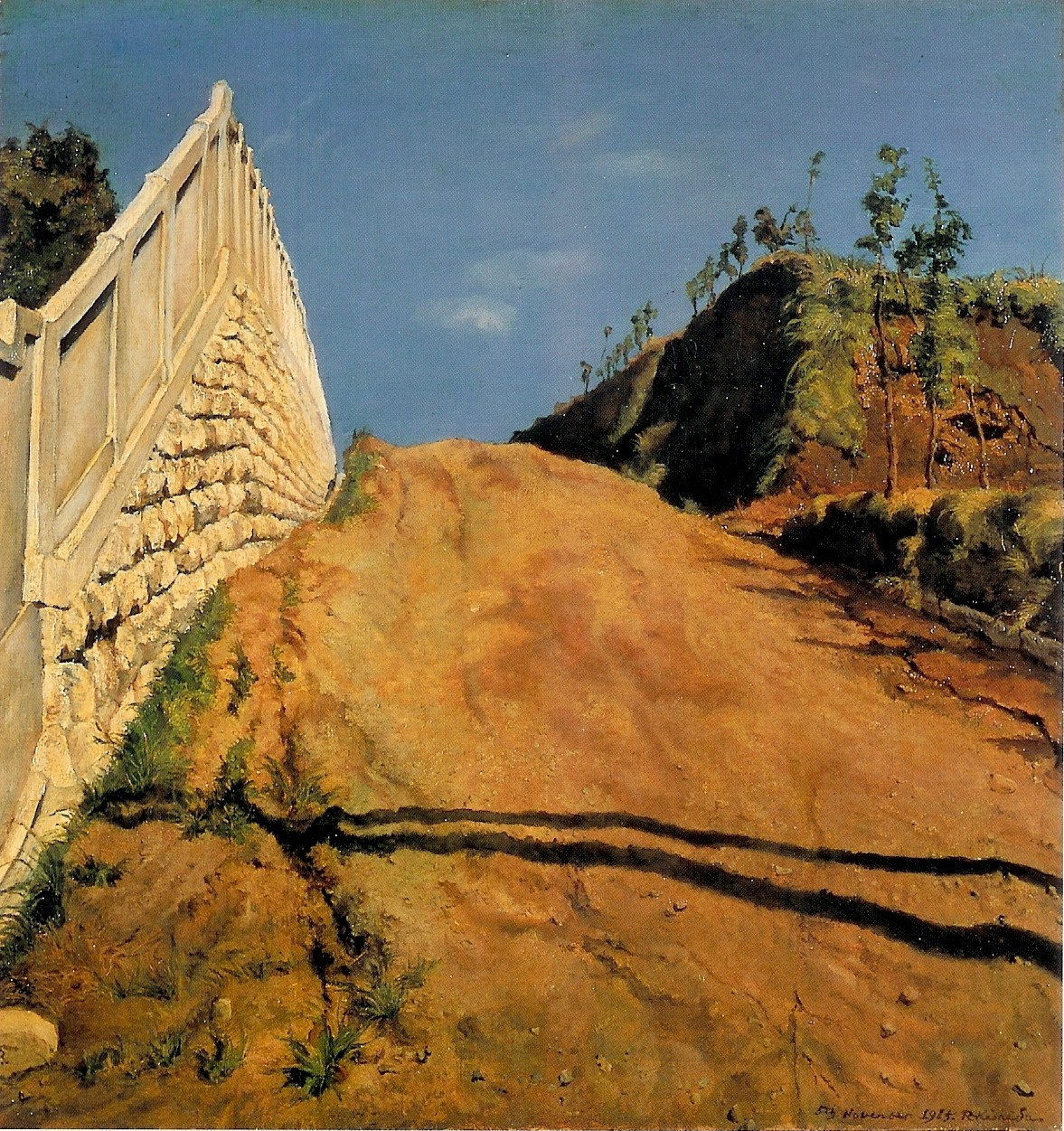
Kishida: Der Durchstich (1915)

Das Nationalmuseum für moderne Kunst Tokio (japanisch 東京国立近代美術館, Tōkyō kokuritsu kindai bijutsukan) ist ein 1952 eröffnetes Kunstmuseum im Tokioter Stadtbezirk Chiyoda. Als Kurzform des Namens ist MoMAT (von englisch National Museum of Modern Art, Tokyo) in Gebrauch.
Die Sammlung reicht von Werken der Meiji-Zeit bis hin zu zeitgenössischer Kunst.
1967 zog das Museum in einen Neubau des Architekten Yoshiro Taniguchi um. Der Altbau im Stadtbezirk Chūō wurde umgebaut und beherbergt heute die filmhistorische Abteilung (Film Center). In der Nähe befindet sich auch die 1977 eröffnete Abteilung für Kunsthandwerk, die das alte Gebäude der Palastwache nutzt.
Das Nachbargebäude beherbergt das Nationalarchiv.

## Künstler in der Sammlung (Auswahl)
Zu den Künstlern, die mit einem als Wichtiges Kulturgut deklarierten Werk ausgezeichnet wurden, gehören:
- Malerei Nihonga:
  - Hishida Shunsō, Kawai Gyokudō, Murakami Kagaku, Nakamura Tsune, Kaburagi Kiyokata, Tsuchida Bakusen, Uemura Shōen, Yokoyama Taikan, Yasuda Yukihiko, Kobayashi Kokei.
- Malerei Yōga:
  - Ebihara Kinosuke, Kishida Ryūsei, Yorozu Tetsugorō, Hasegawa Toshiyuki, Umehara Ryūzaburō, Yasui Sōtarō.

- Skulptur:
  - Shinkai Taketarō, Tomonori Toyofuku

Weitere Künstler:
- Miyawaki Aiko, Abraham David Christian, Domoto Hisao, Leiko Ikemura, Miyako Ishiuchi, Isamu Noguchi, Kusama Yayoi.